# 伊文寧沙德 (阿肯色州)
伊文寧沙德（英語：Evening Shade）是一個位於美國阿肯色州夏普縣的城市。

## 地理
伊文寧沙德的座標為36°04′14″N 91°37′17″W / 36.07056°N 91.62139°W，而該地的平均海拔高度為143米（即469英尺）。

## 人口
根據2020年美國人口普查的數據，伊文寧沙德的面積為4.31平方千米，皆為陸地。當地共有人口420人，而人口密度為每平方千米97人。